# 키타가와 미유키
기타가와 미유키(北川みゆき, 1월 1일 ~ )는 일본의 만화가이다. 1984년, 소녀 코믹에 실린 단편으로 데뷔했으며 주로 쇼가쿠칸의 잡지에서 활동하고 있다. 남편은 소설가, 각본가인 아카호리 사토루이다.

## 주요 작품
- 프린세스 아미
- 아미 논스톱
- 동경 줄리엣
- 달에게 키스 꽃다발을
- 그대 품안으로
- 후회없이 사랑해